# Марселиньо Кариока
Марсело Перейра Сурсин (порт. Marcelo Pereira Surcin; род. 1 февраля 1971, Рио-де-Жанейро), более известный как Марселиньо Кариока (порт. Marcelinho Carioca) — бразильский футболист, выступавший на позиции атакующего полузащитника. Также является певцом и лидером евангелистской группы «Божественное вдохновение».

## Карьера
Марселиньо Кариока воспитанник клуба «Фламенго», куда он пришёл в возрасте 14 лет. 30 ноября 1988 года он дебютировал в основном составе клуба в матче с «Флуминенсе», заменив по ходу игры травмировавшегося Зико. Вскоре Марселиньо стал игроком основы команды. В 1990 году он помог клубу выиграть Кубок Бразилии, а через два года победить в чемпионате страны. В 1993 году Кариоку постигла неудача: он единственный не забил послематчевый пенальти в финале Суперкубка Либертадорес с «Сан-Паулу».

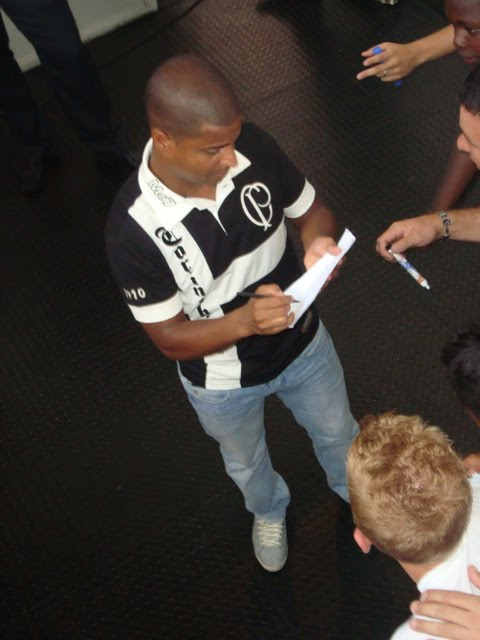
Марселиньо Кариока раздаёт автографы

В том же 1993 году руководители «Фламенго», против воли игрока, начали переговоры о его продаже в «Коринтианс» за 800 тыс. долларов. 23 декабря, в день представления Марселиньо игроком «Коринтианса», он сказал: «Я пришёл в „Коринтианс“, чтобы стать чемпионом». За период с 1994 по 1997 год Кариока выиграл с клубом Кубок Бразилии, где забил два гола в финале с «Гремио», и два  чемпионата штата Сан-Паулу. Также в тот период футболист проходил по делу о уходу от уплаты налогов. В 1997 году Марселиньо был продан в испанскую «Валенсию» за 7 млн долларов. Контракт был подписан на 5 лет. Однако бразилец не смог приспособиться к испанскому футболу, в результате чего провёл за клуб лишь 5 матчей. Полузащитник принял решение вернуться на родину.
Эдоардо Жозе Фарах, президент Федерации футбола Паулиста, выкупил трансфер игрока. Он придумал схему, которую назвал «Звонок Марселиньо», согласно ей, представители четырёх ведущих клубов Сан-Паулу должны были звонить на платный номер (цена — три реала); та команда, наибольшее число которых позвонит по телефону, подпишет с Кариокой контракт. Победу одержал «Коринтианс»: болельщики этого клуба составили 62,5% звонков; «Сан-Паулу» набрал 20,3%, «Сантос» — 9,5%, а «Палмейрас» 7,7%. В «Коринтиансе» Марселиньо выступал ещё три сезона. Он стал, как и обещал, с клубом чемпионом страны, дважды выиграл чемпионат Сан-Паулу, а также помог команде выиграть клубный чемпионат мира. В 1999 году Марселиньо выиграл «Золотой мяч», вручаемый лучшему игроку чемпионата Бразилии. Уйти из «Коринтианса» футболиста вынудил конфликт с партнёром по команде, Рикардиньо, в результате которого все одноклубники ополчились против Марселиньо, который был вынужден покинуть клуб, не справившись с давлением.
Полузащитник на недолгое время перешёл в «Сантос», а затем уехал в Японию в клуб «Гамба Осака», где провёл один сезон. Затем играл в «Васко да Гаме», с которым выиграл чемпионат Рио-де-Жанейро, аравийском «Аль-Насре», французском «Аяччо», «Бразильенсе». В 2006 году Марселиньо возвратился в «Коринианс», но выступал там недолго. Он опять оказался в центре скандала, повздорив с партнёром по команде Хавьером Маскерано. Футболист покинул клуб по просьбе главного тренера команды, Эмерсон Леао, который попросил продать игрока. И в клубе «Санту-Андре». В нём он провёл свою последнюю игру, 6 декабря 2009 года; в ней его команда проиграла «Интернасьоналу» со счётом 1:4.
13 января 2010 года Марселиньо Кариока сыграл свой прощальный матч. В нём встречались его «Коринтианс» и аргентинский «Уракан». Команда Кариоки победила 3:0; сам футболист вышел на поле с номером 100 на спине и провёл первый тайм.
В мае 2012 года отправился на клубный чемпионат мира по пляжному футболу в составе «Коринтианса».
Марселиньо имеет свою футбольную школу. Одним из её воспитанников стал Лукас Моура.

## Международная карьера
Марселиньо несколько раз вызывался в состав сборной Бразилии, однако на поле не выходил. В 1998 году тренером национальной команды стал Вандерлей Лушембурго, который хорошо знал полузащитника по работе в «Коринтиансе». Сам же игрок горячо приветствовал приход наставника на этот пост. На свой дебютный матч, против Югославии, Лушембруго пригласил Кариоку. Более того, он поставил его в стартовый состав, и полузащитник не подвёл тренера, забив гол уже на 16 минуте игры ударом со штрафного; встреча завершилась вничью 1:1. Затем он сыграл матч против Эквадора, где также забил, а его команда победила 5:1. Но затем футболист перестал вызываться в стан национальной команды. Сам Марселиньо назвал причину в том, что он отбил девушку у Люшембургу, а тот таким образом ему отомстил.
25 апреля 2001 года Кариока сыграл свой третий и последний матч за сборную, в нём бразильцы сыграли вничью с Перу.

## Достижения

### Командные
- Обладатель Кубка Сан-Паулу (юноши): 1990
- Обладатель Кубка Бразилии: 1990, 1995
- Обладатель трофея Рио: 1991
- Чемпион штата Рио-де-Жанейро: 1991, 2003
- Чемпион Бразилии: 1992, 1998, 1999
- Обладатель Суперкубка Бразилии: 1992
- Чемпион штата Сан-Паулу: 1995, 1997, 1999, 2001
- Победитель клубного чемпионат мира: 2000

### Личные
- Обладатель «Золотого мяча» Бразилии: 1999